# コーネ・フーリー
コーネ・フーリー（Corne Fourie、1988年9月2日 - ）は、南アフリカ共和国出身のラグビーユニオン選手。

## プロフィール
- ポジションはプロップ(PR)。
- 身長 187cm、体重 118kg
- 世界選抜に選ばれたことがある[2]。

## 略歴
ウォータールーフ高校、南アフリカ大学、ライオンズを経て、2018年、パナソニック ワイルドナイツに加入。同年10月20日に行われたジャパンラグビートップリーグ第7節のキヤノンイーグルス戦にて途中出場で日本での公式戦初出場を果たす。
2019年、パナソニック ワイルドナイツを退団。